# Aeroportul Okeechobee County
Aeroportul Okeechobee County (IATA: OBE, ICAO: KOBE, FAA LID: OBE) este un aeroport din Florida, Statele Unite ale Americii. Aeroportul a fost tranzitat în 2019 de 4 pasageri.
Situat la o altitudine de 10 m, aeroportul dispune de 2 piste.

## Infrastructură

### Piste
Aeroportul dispune de 2 piste. Pista 05/23 are suprafața de asfalt și dimensiunile 5.000 picioare × 100 picioare. Pista 14/32 are suprafața de asfalt și dimensiunile 4.001 picioare × 75 picioare. 